# .sz
.sz è il dominio di primo livello nazionale assegnato all'eSwatini.

## Domini di secondo livello
Sono disponibili i seguenti domini di secondo livello:
- .co.sz
- .ac.sz
- .org.sz